# توني إيسون
توني إيسون (بالإنجليزية: Tony Eason)‏ هو لاعب كرة قدم أمريكية أمريكي، ولد في 8 أكتوبر 1959 في بلايث في الولايات المتحدة.

## وصلات خارجية
- توني إيسون على موقع مرجع كرة القدم المحترفة.كوم (الإنجليزية)
- توني إيسون على موقع كلية كرة القدم في سبورتس رفرنس.كوم (الإنجليزية)